# Rödnäbbad buskhöna
Rödnäbbad buskhöna (Talegalla cuvieri) är en fågel i familjen storfotshöns inom ordningen hönsfåglar. Den förekommer i låglänta skogar på nordvästra Nya Guinea med kringliggande öar. Arten minskar i antal, men beståndet anses vara livskraftigt.

## Utseende och läte
Rödnäbbad buskhöna är en stor och svart hönsliknande fågel. Näbben är rödorange, huvudet gulaktigt, ögat gult och benen orange. Den delar utbredningsområde med kambuskhönan på ön Misool, men rödnäbbad buskhöna hittas på lägre höjder och har orangefärgade ben. Svartnäbbad buskhöna förekommer istället på högre höjder och har gula ben. Lätet är ett ljudligt tretonigt "wok-wak! wak!" med första tonen lägre och en paus mellan andra och tredje tonen.

## Utbredning och systematik
Fågeln förekommer på lågland i nordvästra Nya Guinea och på öarna Misool och Salawati. Den behandlas antingen som monotypisk eller delas in i två underarter med följande utbredning:
- Talegalla cuvieri cuvieri – nordvästra Nya Guinea (Vogelkophalvön) samt Misool och Salawati
- Talegalla cuvieri granti – västra delen av centrala Nya Guinea (foten av västra Sudirmanbergen)

## Levnadssätt
Rödnäbbad buskhöna är en marklevande fågel i skogar i låglänta områden och lägre bergstrakter. Den hörs långt oftare än ses.

## Status och hot
Arten har ett stort utbredningsområde, men tros minska i antal, dock inte tillräckligt kraftigt för att den ska betraktas som hotad. Internationella naturvårdsunionen IUCN listar arten som livskraftig (LC).

## Namn
Fågelns vetenskapliga artnamn hedrar Léopold Chrêtien Frédéric Dagobert Baron Cuvier (1769-1832), fransk anatomist bättre känd genom sitt författarnamn Georges Cuvier.